# نورت سالتن (واشینگتن)
نورت سالتن (به انگلیسی: North Sultan) یک منطقهٔ مسکونی در ایالات متحده آمریکا است که در شهرستان اسنوهومیش، واشینگتن واقع شده‌است. نورت سالتن ۳٫۲ کیلومتر مربع مساحت و ۲۶۴ نفر جمعیت دارد و ۱۰۲ متر بالاتر از سطح دریا واقع شده‌است.